# Beloglottis
Beloglottis ist eine Gattung aus der Familie der Orchideen (Orchidaceae). Sie besteht aus etwa sieben bis zehn Arten krautiger Pflanzen, die im tropischen Amerika beheimatet sind.

## Beschreibung
Die Arten der Gattung Beloglottis sind kleine, krautige Pflanzen. Sie wachsen auf Felsen (lithophytisch) oder epiphytisch, seltener auch terrestrisch. Die Wurzeln sind behaart und etwas fleischig spindelförmig verdickt. Vier bis sieben gestielte Blätter stehen in einer Rosette. Sie sind oval bis lanzettlich geformt und laufen am Ende spitz zu.
Der traubige Blütenstand erscheint endständig, er ist schlank und aufrecht. Im unteren Bereich ist die Blütenstandsachse kahl, weiter oben behaart. In Abständen ist er mit Hochblättern besetzt, diese umschließen ihn mehr oder weniger röhrenförmig, sie haben ein spitz ausgezogenes Ende. Die Tragblätter sind drüsig behaart, lanzettlich, ebenfalls spitz ausgezogen endend. Der Fruchtknoten ist schlank, leicht drüsig behaart, verdreht, und nicht gestielt. Die zahlreichen kleinen Blüten stehen locker oder dicht beieinander, sie sind resupiniert. Sie sind grünlich-weiß gefärbt und duften. Die Sepalen sind frei oder am Grunde etwas miteinander verwachsen, zumindest die untere Hälfte ist auf der Außenseite drüsig behaart. Sie bilden eine Röhre, nur die Spitzen sind zurückgeschlagen. Die seitlichen Sepalen sind an der Basis asymmetrisch. Die seitlichen Petalen sind dem dorsalen Sepal anhaftend. Die Lippe ist an der Basis abrupt verschmälert (genagelt), die schmale Basis ist mit den seitlichen Sepalen verwachsen. Zwei nach hinten gerichtete Nektardrüsen folgen im Übergang zum breiteren vorderen Teil der Lippe (fehlend bei Beloglottis ecallosa). Die Spreite der Lippe ist längs rinnig gebogen, die hochgeschlagenen Seiten haften an der Säule an und formen mit ihr eine Röhre. Die Säule selbst ist eher kurz, an der Basis asymmetrisch etwas über den Fruchtknoten hinausragend (Säulenfuß). Die Säule ist teilweise mit dem dorsalen Sepal verwachsen. Die Narbe besteht aus zwei nach vorne weisenden Flächen, die sich in der Mitte berühren. Das Trenngewebe zwischen Narbe und Staubblatt (Rostellum) ist zweigeteilt. Das Staubblatt ist oval, vorne zugespitzt, leicht herzförmig am Grund. Es wird von einem ballonartig aufgeblasen Gewebe der Säule (Klinandrium) und zwei Staminodien umgeben. Die Pollinien sind keulenförmig, die schmale Klebdrüse (Viscidium) sitzt zwischen den Rostellum-Lappen.

## Vorkommen
Beloglottis ist im tropischen Amerika verbreitet. Dort kommt es von Florida im Norden über Mittelamerika bis in den Norden Südamerikas vor, weiter zieht sich das Vorkommen entlang der Anden bis nach Peru und den äußersten Nordwesten Argentiniens. Die Arten kommen von Meereshöhe bis 2000 Meter Höhe vor. Sie kommen in Regenwäldern und Nebelwäldern vor, gelegentlich auch in trockeneren Wäldern.

## Systematik und botanische Geschichte
Beloglottis wird innerhalb der Tribus Cranichideae in die Subtribus Spiranthinae eingeordnet. Verwandte Gattungen sind Aulosepalum und Svenkoeltzia.
Die Gattung Beloglottis wurde 1920 von Friedrich Richard Rudolf Schlechter in Beihefte zum Botanischen Centralblatt. Abt. 2 Band 37 Teil 2, Seite 364 erstbeschrieben. Der Name setzt sich aus den Bestandteilen belos, „Pfeil“ und glotta, „Zunge“ zusammen und bezieht sich auf die Form der Lippe.
Während Gerardo Salazar von etwa zehn Arten schreibt, werden von Kew Gardens nur folgende sieben zu Beloglottis gezählt:
- Beloglottis bicaudata (Ames) Garay: Sie kommt in Trinidad, Kolumbien, Ecuador, Peru, Bolivien und Venezuela vor.[3]
- Beloglottis boliviensis Schltr.: Sie kommt in Bolivien und Argentinien vor.[3]
- Beloglottis costaricensis (Rchb.f.) Schltr.: Sie kommt im südlichen Florida und von Mexiko bis Brasilien und Peru vor.[3]
- Beloglottis ecallosa (Ames & C.Schweinf.) Hamer & Garay: Sie kommt in El Salvador und in Costa Rica vor.[3]
- Beloglottis hameri Garay: Sie kommt vom südlichen Mexiko bis Costa Rica vor.[3]
- Beloglottis mexicana Garay & Hamer: Sie kommt von Mexiko bis Nicaragua vor.[3]
- Beloglottis subpandurata (Ames & C.Schweinf.) Garay: Sie kommt in Guatemala, Honduras, Costa Rica und Panama vor.[3]

Nicht mehr zu dieser Gattung wird gerechnet:
- Beloglottis laxispica Catling => Funkiella laxispica (Catling) Salazar & Soto Arenas

## Belege
Die Informationen dieses Artikels stammen überwiegend aus:
- James D. Ackerman: Beloglottis. In: Flora of North America Editorial Committee (Hrsg.): Flora of North America North of Mexico. Band 26. Oxford University Press, New York und Oxford, S. 522 (eFloras.org [abgerufen am 3. Januar 2008] 1993+).
- Leslie A. Garay: 225 (1). Orchidaceae (Cypripedioideae, Orchidoideae and Neottioideae). In: Gunnar Harling, Benkt Sparre (Hrsg.): Flora of Ecuador. Band 9, 1978, ISSN 0347-8742, S. 253.
- Leslie A. Garay: A generic revision of the Spiranthinae. In: Botanical Museum Leaflets of Harvard University. Band 28, Nr. 4, 1982, S. 302.
- Alec M. Pridgeon, Phillip Cribb, Mark W. Chase, Finn Rasmussen (Hrsg.): Genera Orchidacearum. Orchidoideae (Part 2). Vanilloideae. Band 3/2. Oxford University Press, New York und Oxford 2003, ISBN 0-19-850711-9, S. 174–176.

## Weiterführendes
- Liste der Orchideengattungen